# Linusz pápa
Linusz pápa (latinul: Linus), katolikus nevén Szent Linusz  (10 – 76) Róma püspöke, a katolikus hagyomány szerint az egyház második pápája 67/68-tól 76-ig, Szent Péter közvetlen utóda. A katolikus történetírással szemben a modern történettudomány azonban úgy véli, hogy Rómának ekkor még nem volt egyetlen uralkodó püspöke vagy pápája, még nem alakult ki a pápaság, ahogy a római egyház sem vált még a nyugati kereszténység közigazgatási központjává.

## Élete
Linusz életéről szinte semmi hiteles történeti dokumentum nem maradt fenn. A hagyomány szerint Toszkánában, Volterra városában született.
Zedlerius leírásaira hagyatkozva anyját Claudiának, apját Herculeanusnak hívták, akinek utasítására ment Rómába. A katolikus értelmezés szerint Szent Pál említést tesz Linuszról a Timóteusnak írt második levelében több más római hívő között: "Köszöntenek Eubulusz, Pudensz, Linusz, Klaudia és a testvérek mind." (2Tim 4,21). 
Irenaeus szerint ugyanaz a személy, akiről az Újszövetség is említést tett.  Ezzel az állítással csak az a gond, hogy ezt a Pálnak tulajdonított levelet a mai bibliatudósok alapján nem Pál írta, hanem jóval később, Pál és Linusz halála után egy ismeretlen személy.
Irenaeus állítása alapot adott annak a hagyománynak, hogy Linusz azután vált római püspökké, miután Szent Péter és Szent Pál megalapították Róma keresztény közösségét. E szerint Péter prédikációjának hatására vált buzgó keresztény hívővé, majd erkölcsössége, nagy tudása és lelkesedése annyira megtetszett Péternek, hogy püspökké szentelte, és maga mellé vette. Péter jeruzsálemi útja során őt kérte fel Róma keresztény közösségének az irányítására, majd visszatérve egy galliai misszió vezetésével bízta meg, és számtalan új hívőt szerzett Besançon környékén. A Nero-féle keresztényüldözés során tért vissza Rómába, hogy Péter és Pál segítségére legyen. Ekkor jelölte ki Péter utódjául, és amikor börtönbe került a két apostol, át is vette az egyház irányítását.[forrás?] Állítólag ő temette el néhány más kereszténnyel együtt Péter holttestét.

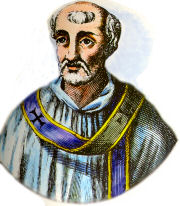
Linusz pápa

### Pontifikátusa
A katolikus források többsége szerint Linusz volt Péter után a 2. római püspök/pápa, egyedül Tertullianus ír arról, hogy Szent Pétert Szent Kelemen követte az utódlásban. 
A hagyomány szerint Linusz 12 éven, 4 hónapon és 12 napon át birtokolta a római püspök címet, uralmának kezdetét azonban nehéz megállapítani. A legtöbb írásos emlék 68-at említi tisztségének kezdeteként, de a Katolikus Enciklopédia 64-et ír, Euszebiosz pedig 69-et említ. Ez a sokféle dátum egyesek szerint azért lehetséges, mert Linusz már Szent Péter életében segítette annak munkáját.
A legtöbb írásos emlékről, például egy Szent Péter és Szent Pál haláláról szóló munkáról, amelyet a tudomány Linusznak tulajdonított hosszú évszázadokon keresztül, kiderült, hogy vagy apokrifek, vagy nem bizonyítható Linus szerzősége. Így kétségessé válik az a feltevés is, hogy Linusz volt az, aki elrendelte, hogy a nőknek csak fedett fővel szabad belépni a templomba.

## Halála és emlékezete
Halálának időpontja is kérdéses. A legtöbb forrás 79-et jelöli meg Linusz halálának éveként, de akad olyan is, amely 81-et, 76-ot vagy 78-at ad meg. Vértanúságát is az írásos emlékek nagy többsége alátámasztja. Állítólag egy Saturninus nevű római consul leányából űzte ki egy alkalommal az ördögöt, aminek hatására a lány áttért a keresztény hitre. Erre a feldühödött apa letartóztatta és lefejeztette Linuszt. A Liber Pontificalis szerint őt is Szent Péter közelében, a Vatikán-dombon temették el. 1615-ben találtak is egy sírt a Szent Péter-bazilikában, amelyre a LINUS név volt vésve, és sokáig ezt tartották Linus sírjának, de a szarkofágon a név előtt más betűk nyomait is fel lehet fedezni, így az a valószínű, hogy csak egy hosszabb név (például Aquilinus, Anullinus) maradványa.
Szülőhelyén, Volterrán egy szerény kolostori templomot emeltek Linusz egykori háza helyére a 15. században.
Ünnepnapja szeptember 23-án van, a koptoknál pedig július 1-jén.

## Művei
- Documenta Catholica Omnia (latin nyelven). (Hozzáférés: 2011. december 6.)

## Megjegyzés
1. ↑  A katolikus egyház az 5. századig szinte valamennyi római püspököt szentként tiszteli.

## Ajánlott irodalom
- Henryk Sienkiewicz: Quo vadis